# リチャード・T・ジョーンズ
リチャード・T・ジョーンズ（Richard T. Jones,  1972年1月16日 - ）は、アメリカ合衆国の俳優である。

## 来歴
1972年、日本の兵庫県神戸市に生まれる。父親のクラレンス・ジョーンズは1970年代に日本で活躍した野球選手だった。1970年に来日して南海ホークスへ入団し、1974年に近鉄バファローズへ移籍した経験があり、その間にリチャードが生まれている。その後、カリフォルニア州カーソンへ移住し、そこで育った。
1992年にテレビドラマシリーズの『反逆のヒーローレネゲイド』で俳優デビューを果たし、1993年にアンジェラ・バセット主演の『TINA ティナ』で映画デビューを果たした。翌年の1994年にはダニー・デヴィート主演の『勇気あるもの』へも出演。その後、テレビドラマから映画まで幅広くキャリアを積み、トム・クルーズ主演の『コラテラル』ではパトカー警官役、J・J・エイブラムス監督の『SUPER8/スーパーエイト』などへも参加した。またテレビドラマシリーズの『Judging Amy』ではレギュラーキャストを務め、138エピソードへ出演しているほか、近年では『GODZILLA ゴジラ』へも出演している。

### 私生活
1996年にナンシー・ジョーンズと結婚している。

## 出演作品

### 映画
- TINA ティナ What's Love Got to Do with It (1993)
- ザ・マンティス M.A.N.T.I.S. (1994) ※テレビ映画
- 勇気あるもの Renaissance Man (1994)
- 陪審員だよ、全員集合! Jury Duty (1995)
- Black Rose of Harlem (1996)
- トリガー・エフェクト The Trigger Effect (1996)
- ジョンズ Johns (1996)
- ハリウッド・コンフィデンシャル Hollywood Confidential (1997)
- イベント・ホライゾン Event Horizon (1997)
- コレクター Kiss the Girls (1997)
- パトリシア・アークエットのグッバイラバー Goodbye Lover (1998)
- ソウル・メイト The Wood (1999)
- Incognito (1999) ※テレビ映画
- Dirty Down Under... Up Here (1999)
- Auggie Rose (2000)
- ロックダウン Lockdown (2000)
- Book of Love: The Definitive Reason Why Men Are Dogs (2002)
- G (2002)
- ムーンライト・マイル Moonlight Mile (2002)
- フォーン・ブース Phone Booth (2002)
- ミラクル・タッチダウン Second String (2002)
- コートに賭ける奇跡 Full-Court Miracle (2003) ※テレビ映画
- Paradise (2004) ※テレビ映画
- ツイステッド Twisted (2004)
- ソウル・プレイン Soul Plane (2004)
- コラテラル Collateral (2004) パトカー警官役
- ゲス・フー/招かれざる恋人 Guess Who (2005)
- Talk Show Diaries (2005) ※テレビ映画
- Riding the Bus with My Sister (2005) ※テレビ映画
- タイムボム/ワシントンD.C．爆破計画 Time Bomb (2006) ※テレビ映画
- Cutting Room (2006)
- Game of Life (2007)
- Traci Townsend (2007)
- Why Did I Get Married? (2007)
- バンテージ・ポイント Vantage Point (2008)
- 15 Minutes of Fame (2008)
- Why Did I Get Married Too? (2010)
- Caught in the Crossfire (2010)
- Boston's Finest (2010)
- The Council of Dads (2011)
- Forgiveness (2011)
- SUPER8/スーパーエイト Super 8 (2011)
- Note to Self (2012)
- The Great Divide (2012)
- Atlas Shrugged II: The Strike (2012)
- The List (2013) ※テレビ映画
- Life of a King (2013)
- The Last Letter (2013)
- Cru (2013)
- GODZILLA ゴジラ Godzilla (2014) - ラッセル・ハンプトン 役[1]
- Hear No Evil (2014)
- チップス 白バイ野郎ジョン&パンチ再起動!? CHiPs (2017)
- パブリック 図書館の奇跡 The Public (2018)

### テレビドラマ
- 反逆のヒーローレネゲイド Renegade (1992)
- カリフォルニア・ドリーム California Dreams (1993)
- NYPDブルー NYPD Blue (1994)
- 夜の大捜査線 In the Heat of the Night (1994)
- Sweet Justice (1995)
- Courthouse (1995)
- Dangerous Minds (1996)
- ブルックリン74分署 Brooklyn South (1997 - 1998)
- アリー my Love Ally McBeal (1998)
- Judging Amy (1999 - 2005)
- Sex, Love & Secrets (2005)
- Girlfriends (2006, 2007)
- CSI:マイアミ CSI: Miami (2006)
- ラスベガス Las Vegas (2007)
- ダート Dirt (2007)
- NUMBERS 天才数学者の事件ファイル Numb3rs (2008)
- ターミネーター サラ・コナー・クロニクルズ Terminator: The Sarah Connor Chronicles (2008 - 2009)
- BONES Bones (2010)
- グレイズ・アナトミー 恋の解剖学 Grey's Anatomy (2010)
- HAWAII FIVE-0 Hawaii Five-0 (2011 - 2013)
- NIKITA / ニキータ Nikita (2012, 2013)
- Belle's (2013)
- レボリューション Revolution (2013)
- LUCIFER/ルシファー （2016） エピソード1-3「偽ルシファーと美女殺人事件」ゲスト出演